# Temporada da ProA de 2019-20
A Temporada 2019-20 da ProA será a 13ª edição da competição de secundária do basquetebol masculino da Alemanha segundo sua piramide estrutural. É organizada pela 2.Bundesliga GmbH sob as normas da FIBA.

## Clubes Participantes
Ingressam nesta temporada os rebaixados da BBL, Eisbären Bremerhaven, Science City Jena, os promovidos da ProB, Bayer Giants Leverkusen e wiha Panthers Schwenningen, além do Nürnberg Falcons que mesmo alcançando a promoção para a elite, não conseguiu sua licença.
| Clube                       | Cidade               |
| --------------------------- | -------------------- |
| Artland Dragons             | Quakenbrück          |
| Bayer Giants Leverkusen     | Leverkusen           |
| Eisbären Bremerhaven        | Bremerhaven          |
| FC Schalke 04               | Gelsenkirchen        |
| MLP Academics Heidelberg    | Edelberga            |
| Niners Chemnitz             | Chemnitz             |
| Nürnberg Falcons            | Nuremberga           |
| Phoenix Hagen               | Hagen                |
| PS Kalsruhe Lions           | Carlsrue             |
| Rostock Seawolves           | Rostoque             |
| RÖMERSTROM Gladiators Trier | Tréveris             |
| Science City Jena           | Jena                 |
| Team Ehingen Urspring       | Ehingen              |
| Uni baskets Paderborn       | Paderborn            |
| Tigers Tübingen             | Tubinga              |
| VfL Kirchheim Knights       | Kirchheim unter Teck |
| wiha Panthers Schwenningen  | Schwenningen         |

|  |                                          |
|  | Promovidos da ProB na temporada anterior |
|  | Rebaixados da BBL na temporada anterior  |

## Temporada Regular

### Tabela de Classificação
| Pos. | Clube                       | J  | V  | D  | Pts. | PF   | PC   | Dif. | Classificação        |
| ---- | --------------------------- | -- | -- | -- | ---- | ---- | ---- | ---- | -------------------- |
| 1    | Niners Chemnitz             | 27 | 25 | 2  | 50   | 2590 | 2190 | 400  | Playoffs             |
| 2    | Eisbären Bremerhaven        | 26 | 19 | 7  | 38   | 2279 | 2066 | 213  | Playoffs             |
| 3    | Science City Jena           | 27 | 18 | 9  | 36   | 2248 | 2244 | 4    | Playoffs             |
| 4    | MLP Academics Heidelberg    | 28 | 16 | 12 | 32   | 2277 | 2218 | 59   | Playoffs             |
| 5    | Bayer Giants Leverkusen     | 27 | 14 | 13 | 28   | 2189 | 2254 | -65  | Playoffs             |
| 6    | Uni baskets Paderborn       | 27 | 14 | 13 | 28   | 2381 | 2358 | 23   | Playoffs             |
| 7    | RÖMERSTROM Gladiators Trier | 27 | 14 | 13 | 28   | 2257 | 2183 | 74   | Playoffs             |
| 8    | Nürnberg Falcons            | 28 | 16 | 12 | 28   | 2314 | 2316 | -2   | Playoffs             |
| 9    | wiha Panthers Schwenningen  | 28 | 14 | 14 | 28   | 2229 | 2222 | 7    |                      |
| 10   | Phoenix Hagen               | 27 | 13 | 14 | 26   | 2282 | 2231 | 51   |                      |
| 11   | VfL Kirchheim Knights       | 28 | 13 | 15 | 26   | 2334 | 2396 | -62  |                      |
| 12   | Rostock Seawolves           | 27 | 12 | 15 | 24   | 2161 | 2189 | -28  |                      |
| 13   | Tigers Tübingen             | 28 | 12 | 16 | 24   | 2268 | 2306 | -38  |                      |
| 14   | Artland Dragons             | 27 | 10 | 17 | 20   | 2148 | 2248 | -100 |                      |
| 15   | PS Kalsruhe Lions           | 26 | 9  | 17 | 18   | 2087 | 2173 | -86  |                      |
| 16   | FC Schalke 04               | 26 | 7  | 19 | 14   | 1989 | 2124 | -135 | Rebaixados para ProB |
| 17   | Team Ehingen Urspring       | 26 | 4  | 22 | 8    | 1944 | 2259 | -315 | Rebaixados para ProB |

### Partidas
| Casa\Visitante              | ART   | BAY   | EIS    | FCS    | MLP    | NIN    | NÜR    | PHO     | KAL    | ROS    | ROM    | SCI    | TEA    | TIG   | UNI    | VFL     | WIH   |
| --------------------------- | ----- | ----- | ------ | ------ | ------ | ------ | ------ | ------- | ------ | ------ | ------ | ------ | ------ | ----- | ------ | ------- | ----- |
| Artland Dragons             |       | 84-83 | 99-87  | 93-92  | 88-94  | 83-99  | 98-92  | 104-68  | 73-86  |        | 62-70  | 77-66  |        | 59-74 | 94-84  | 80-94   | 86-84 |
| Bayer Giants Leverkusen     | 93-88 |       | 63-74  |        | 83-63  |        | 91-83  | 68-84   |        | 89-85  | 71-63  | 64-80  | 88-81  | 94-84 | 103-82 | 103-86  | 90-81 |
| Eisbären Bremerhaven        | 75-70 |       |        | 102-94 | 69-84  | 95-103 | 86-78  |         | 87-58  | 82-79  | 104-84 | 108-91 |        | 87-64 | 93-79  | 102-79  | 98-90 |
| FC Schalke 04               | 62-46 | 76-81 | 48-81  |        | 83-82  | 70-114 | 71-81  | 79-76   |        |        |        | 75-84  | 72-73  | 77-85 | 75-77  | 70-80   | 70-75 |
| MLP Academics Heidelberg    | 72-62 | 99-75 | 75-77  | 67-79  |        | 85-102 | 91-77  | 68-87   |        | 78-72  | 84-73  |        |        | 95-79 | 85-83  | 69-80   | 79-83 |
| Niners Chemnitz             |       | 99-71 | 85-74  |        | 90-78  |        | 95-67  | 103-88  | 74-69  | 109-82 | 99-92  | 90-78  | 104-72 | 85-72 | 102-68 | 131-125 | 86-81 |
| Nürnberg Falcons            | 95-81 |       | 77-98  | 83-81  | 55-71  |        |        | 92-91   | 82-79  | 77-52  | 91-79  | 87-69  | 68-59  | 78-70 | 92-83  | 100-91  | 90-79 |
| Phoenix Hagen               | 81-88 | 99-81 |        |        | 78-67  | 85-88  | 87-100 |         | 77-85  |        | 92-81  |        | 77-83  | 70-73 | 77-74  | 103-70  | 81-66 |
| PS Kalsruhe Lions           |       | 81-92 | 86-83  | 78-74  | 76-80  | 69-75  | 85-86  | 84-83   |        | 79-94  | 99-76  | 82-89  | 94-81  | 73-98 | 95-114 |         | 79-82 |
| Rostock Seawolves           | 98-73 | 92-85 | 84-74  | 70-74  |        | 91-101 | 94-73  | 74-87   | 80-70  |        |        | 74-83  | 80-85  | 66-62 | 95-101 | 71-68   | 82-72 |
| RÖMERSTROM Gladiators Trier |       | 78-69 |        | 88-79  | 97-104 | 97-92  | 89-75  | 81-85   |        | 68-73  |        | 100-79 | 90-66  | 87-64 | 91-76  | 96-68   |       |
| Science City Jena           | 81-74 | 95-68 | 80-100 | 88-77  | 68-88  | 68-97  | 86-84  | 103-101 | 76-74  | 74-63  | 85-84  |        | 80-70  | 86-78 |        | 94-83   | 89-97 |
| Team Ehingen Urspring       | 64-89 | 74-71 | 70-92  | 81-90  | 72-79  |        | 79-83  | 92-103  | 63-91  | 90-91  | 69-76  |        |        |       | 77-82  |         | 69-78 |
| Tigers Tübingen             | 88-59 | 83-88 | 76-72  | 88-81  | 88-80  | 80-94  | 93-88  | 90-86   |        | 96-87  | 74-94  |        | 102-84 |       | 75-77  | 97-103  | 73-88 |
| Uni baskets Paderborn       | 92-83 | 94-83 |        | 94-81  | 94-96  | 92-91  |        | 85-97   | 112-97 | 85-76  | 101-74 | 88-98  | 99-75  |       |        | 82-87   | 96-75 |
| VfL Kirchheim Knights       | 80-75 | 77-84 |        | 75-80  | 87-79  | 75-79  | 88-80  |         | 84-65  | 84-75  | 76-92  | 87-98  | 76-65  | 89-74 | 91-87  |         | 75-83 |
| wiha Panthers Schwenningen  | 94-80 | 89-58 | 77-83  | 82-79  | 61-85  |        |        | 63-69   | 82-75  | 70-81  | 68-81  | 74-80  | 101-67 | 72-65 |        |         |       |

## Playoffs
|  | Quartas de final | Quartas de final | Quartas de final |  |  | Semifinais | Semifinais | Semifinais |  |  | Final | Final | Final |
|  |                  |                  |                  |  |  |            |            |            |  |  |       |       |       |
|  |                  |                  |                  |  |  |            |            |            |  |  |       |       |       |
|  | 1                |                  |                  |  |  |            |            |            |  |  |       |       |       |
|  | 8                |                  |                  |  |  |            |            |            |  |  |       |       |       |
|  |                  |                  |                  |  |  |            |            |            |  |  |       |       |       |
|  |                  |                  |                  |  |  |            |            |            |  |  |       |       |       |
|  |                  |                  |                  |  |  |            |            |            |  |  |       |       |       |
|  | 4                |                  |                  |  |  |            |            |            |  |  |       |       |       |
|  |                  |                  |                  |  |  |            |            |            |  |  |       |       |       |
|  | 5                |                  |                  |  |  |            |            |            |  |  |       |       |       |
|  |                  |                  |                  |  |  |            |            |            |  |  |       |       |       |
|  |                  |                  |                  |  |  |            |            |            |  |  |       |       |       |
|  | 2                |                  |                  |  |  |            |            |            |  |  |       |       |       |
|  | 7                |                  |                  |  |  |            |            |            |  |  |       |       |       |
|  |                  |                  |                  |  |  |            |            |            |  |  |       |       |       |
|  |                  |                  |                  |  |  |            |            |            |  |  |       |       |       |
|  |                  |                  |                  |  |  |            |            |            |  |  |       |       |       |
|  | 3                |                  |                  |  |  |            |            |            |  |  |       |       |       |
|  |                  |                  |                  |  |  |            |            |            |  |  |       |       |       |
|  |                  |                  |                  |  |  |            |            |            |  |  |       |       |       |

#### Quartas de final
| Time 1 | Série | Time 2 | 1º Jogo | 2º Jogo | 3º Jogo | 4º Jogo | 5º Jogo |
| ------ | ----- | ------ | ------- | ------- | ------- | ------- | ------- |
|        | -     |        |         |         |         |         |         |
|        | -     |        |         |         |         |         |         |
|        | -     |        |         |         |         |         |         |
|        | -     |        |         |         |         |         |         |

#### Semifinal
| Time 1 | Série | Time 2 | 1º Jogo | 2º Jogo | 3º Jogo | 4º Jogo | 5º Jogo |
| ------ | ----- | ------ | ------- | ------- | ------- | ------- | ------- |
|        | -     |        |         |         |         |         |         |
|        | -     |        |         |         |         |         |         |

#### Final
| Time 1 | Soma | Time 2 | 1º Jogo | 2º Jogo |
| ------ | ---- | ------ | ------- | ------- |
|        | -    |        |         |         |

## Promoção e rebaixamento

### Promovidos para aBBL
- Finalistas da competição:

## Artigos relacionados
- Bundesliga
- 2.Bundesliga ProB
- Regionalliga
- Seleção Alemã de Basquetebol